# Forces impliquées dans la bataille de Paris de 1814
Pour un article plus général, voir Bataille de Paris (1814).
Ce qui suit est l'ordre de bataille des forces militaires ayant participé à la bataille de Paris le 30 mars 1814, ainsi que leurs emplacements en début de bataille. Cette dernière se déroule sur la rive droite de la Seine, du bois de Vincennes au bois de Boulogne. L'armée française étend sa position défensive entre Montreuil et La Villette tandis que l'armée coalisée, ayant franchi la Marne à Meaux, débouche par Rosny-sous-Bois, Bondy et Le Bourget.

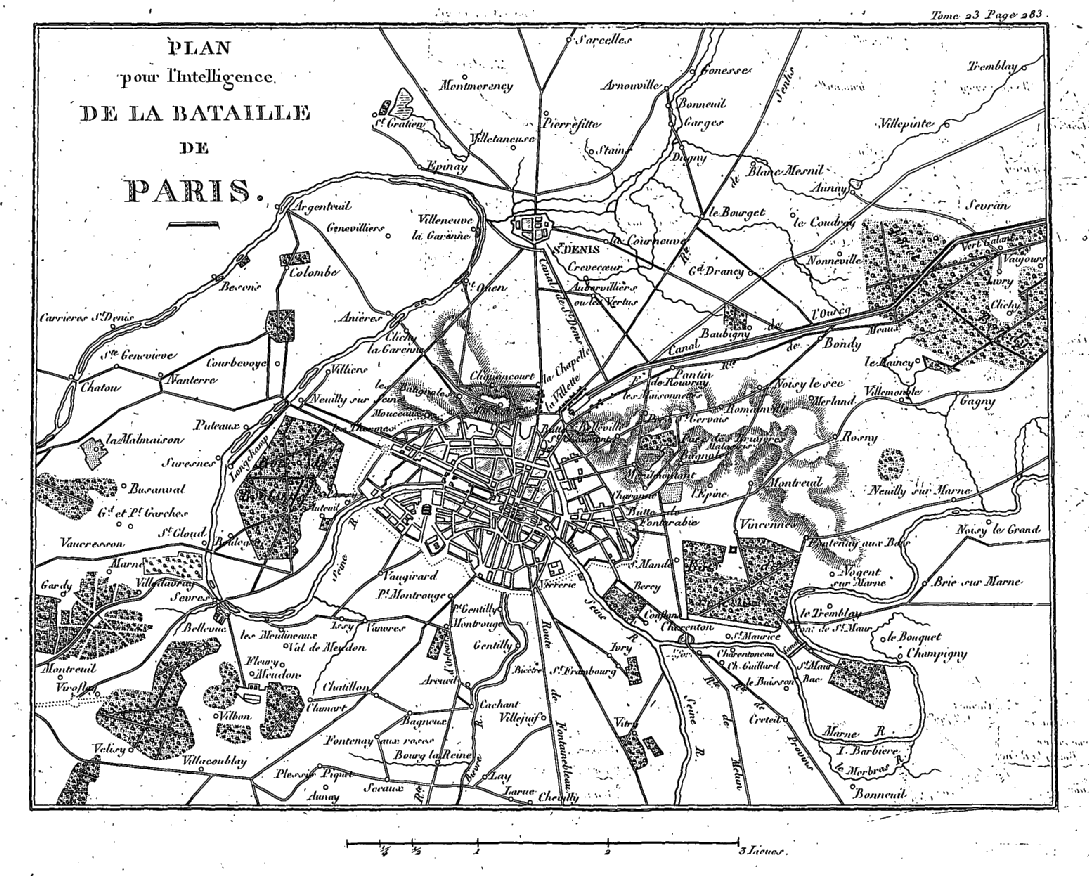
Plan des environs de Paris en 1814
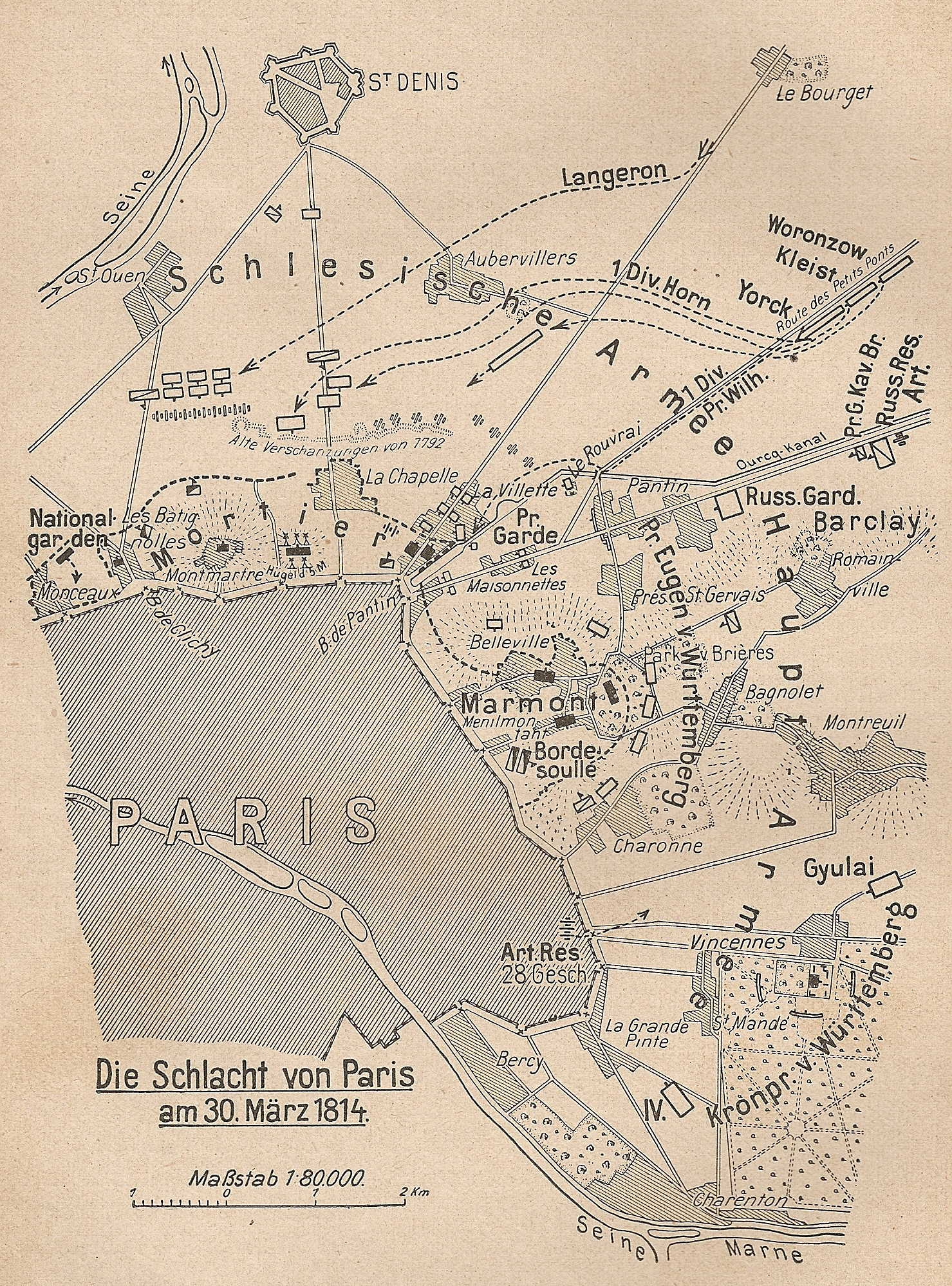
Bataille de Paris : position des troupes vers 16 heures

## Ordre de bataille

### Armée française
Armée française, commandée par Joseph Bonaparte, lieutenant général de l'Empire et Roi d'Espagne.
| Commandant       | Groupe                        | Corps d'armée                            | Division                         | Nombre  | Positions et observations |
| ---------------- | ----------------------------- | ---------------------------------------- | -------------------------------- | ------- | --- |
| Maréchal Marmont | Extrême droite                | Garde Nationale                          | Garnison                         | 250     | Neuilly-sur-Marne |
| Maréchal Marmont | Extrême droite                | Garde Nationale                          | Garnison                         | 300     | Saint-Maur-sur-Marne avec 4 canons |
| Maréchal Marmont | Extrême droite                | Garde Nationale                          | Garnison                         | 450     | Charenton, 4 canons |
| Maréchal Marmont | Extrême droite                | Garde Nationale                          | Batterie d'artillerie            | 4 (6)   | Butte Fontarabie, en direction de Montreuil |
| Maréchal Marmont | Extrême droite                | Garde Nationale                          | Garnison                         | 300     | Vincennes, position fortifiée comprenant de nombreux dépôts, défendue par une dizaine de canons de 12 |
| Maréchal Marmont | Extrême droite                | 1er corps de cavalerie                   | Division Chastel                 | 1 600   | En avant de Charonne et Montreuil, couvrant la plaine de Vincennes |
| Maréchal Marmont | Extrême droite                | 1er corps de cavalerie                   | Division Bordesoulle             | 1 700   | Sur la route de Charonne à Montreuil, regardant vers Vincennes, en seconde ligne |
| Maréchal Marmont | Extrême droite                | 6e corps d'infanterie                    | Division Arrighi                 | 1 250   | Occupe Montreuil et le plateau de Malassis |
| Maréchal Marmont | Extrême droite                | 6e corps d'infanterie                    | Batterie d'artillerie            | 6 (6)   | Butte Mont-Louis, entre Charonne et Ménilmontant |
| Maréchal Marmont | Extrême droite                | 6e corps d'infanterie                    | Division Lagrange                | 1 395   | En avant du Parc de Bruyères,, à cheval sur la route de Belleville à Romainville |
| Maréchal Marmont | Extrême droite                | 6e corps d'infanterie                    | Batterie d'artillerie            | 6 (6)   | Butte Beauregard, balayant la gauche de Saint-Gervais |
| Maréchal Marmont | Extrême droite                | 6e corps d'infanterie                    | Division Ricard                  | 725     | Dans le parc de Bruyères, en réserve du 6e corps |
| Maréchal Marmont | Centre droit                  | Réserve de Paris                         | Division Compans                 | 2 220   | Dispersés en tirailleurs dans le bois de Romainville |
| Maréchal Marmont | Centre droit                  | Réserve de Paris                         | Batterie d'artillerie            | 12 (12) | En avant de Pré-Saint-Gervais, face à la plaine entre Romainville et Pantin |
| Maréchal Marmont | Centre droit                  | Réserve de Paris                         | Division Ledru                   | 1 600   | Sur les hauteurs de Prè-Saint-Gervais, en réserve du centre droit |
| Maréchal Marmont | Centre droit                  | Réserve de Paris                         | Batterie d'artillerie            | 4 (6)   | Butte Chaumont |
| Maréchal Marmont | Centre droit                  | Réserve de Paris                         | Division Boyer                   | 1 850   | Entre le bas de la butte St-Gervais et la droite de la route de Pantin |
| Maréchal Mortier | Centre gauche                 |                                          | Batterie d'artillerie            | 12 (12) | À la ferme de Rouvroy, moitié en direction d’Aubervilliers, moitié dans celle de la gauche du canal de l’Ourcq |
| Maréchal Mortier | Centre gauche                 | Corps de la Jeune Garde Impériale        | Division Michel                  | 4 000   | Une brigade en arrière de Pantin (gauche), l’autre brigade à Aubervilliers |
| Maréchal Mortier | Centre gauche                 | Corps de la Jeune Garde Impériale        | Division Charpentier             | 1 500   | Au pied de la Butte Chaumont |
| Maréchal Mortier | Centre gauche                 | Corps de la Jeune Garde Impériale        | Division Curial                  | 1 820   | en arrière de Pantin, en réserve |
| Maréchal Mortier | Extrême Gauche                | Corps de la Jeune Garde Impériale        | Division Christiani              | 1 630   | Entre La Villette et La Chapelle |
| Maréchal Mortier | Extrême Gauche                |                                          | Batterie d'artillerie            | 5 (6)   | Sur la Butte Montmartre, dans la direction de La Chapelle, |
| Maréchal Mortier | Extrême Gauche                |                                          | Batterie d'artillerie            | 2 (6)   | Au pied de la butte Montmartre, défendant l’accès aux hauteurs par le côté de Saint-Ouen |
| Maréchal Mortier | Extrême Gauche                | Corps de Cavalerie de la Garde Impériale | Division Roussel                 | 1 900   | Entre la Villette et La Chapelle |
| Maréchal Mortier | Extrême Gauche                | Corps de Cavalerie de la Garde Impériale | Division Ornano                  | 320     | Entre La Chapelle et Saint-Ouen |
| Maréchal Mortier | Extrême Gauche                |                                          | Garnison                         | 570     | Saint-Denis, Village fortifié, 6 canons |
| Maréchal Moncey  | Garnison de Paris (dispersée) | Garde Nationale                          | Garde des barrières              | 1 200   | 100 hommes à chaque grande barrière : Passy, Neuilly, le Roule, Clichy, Saint-Denis, La Villette, Pantin, le Trône, Charenton, Fontainebleau, d’Enfer et du Maine |
| Maréchal Moncey  | Garnison de Paris (dispersée) | Garde Nationale                          | Garde des barrières              | 1 200   | environ 60 hommes à chacune des 18 petites barrières |
| Maréchal Moncey  | Garnison de Paris (dispersée) | Garde Nationale                          | Réserve                          | 3 600   | Réserve formée en 12 légions de 300 hommes tous volontaires doit se porter en avant des barrières menacées : - 1re légion aux barrières de Passy et Neuilly, - la 4e au Roule et Clichy, - la 2e à celle de Saint Denis, - la 3e à La Villette, - la 5e et 6e à Pantin, - la 7e à la porte de Charonne, - la 8e au Trône, - la 9e à Charenton, - la 10e à Fontainebleau, - la 11e à la porte d’Enfer - et la 12 à celle du Maine. La 10e, 11e et 12e, n’étant pas menacées, enverront 200 hommes chacune servir de réserve. |
| Maréchal Moncey  | Garnison de Paris (dispersée) | Garde Nationale                          | Réserve                          | 2 000   | Dans Paris intra-muros, la réserve de gardes nationaux qui ne se sont pas portés volontaires pour se battre hors des murs de Paris |
| Maréchal Moncey  | Garnison de Paris (dispersée) | Garde Nationale                          | Artillerie de la Garde Nationale | 20 (8)  | 2 à chacune des 8 grandes barrières de la rive droite, plus 2 à la barrière de Fontainebleau |
| Maréchal Moncey  | Garnison de Paris (dispersée) | Garde Nationale                          | Artillerie de la Garde Nationale | 24 (4)  | 2 à chacune des 12 grandes barrières |
| Maréchal Moncey  | Garnison de Paris (dispersée) | Garde Nationale                          | Artillerie de réserve            | 12 (4)  | Barrière du Trône |
| Maréchal Moncey  | Garnison de Paris (dispersée) | Garde Nationale                          | Artillerie de réserve            | 2 (8)   | Barrière du Trône |
| Maréchal Moncey  | Garnison de Paris (dispersée) | Garde Nationale                          | Artillerie de réserve            | 12 (8)  | Barrière de Fontainebleau |
| Maréchal Moncey  | Garnison de Paris (dispersée) | Garde Nationale                          | Artillerie de réserve            | 2 (8)   | Barrière de Fontainebleau |
| Maréchal Moncey  | Garnison de Paris (dispersée) | Garde Nationale                          |                                  | 12 000  | 4 000 gardes nationaux armés de piques et 8 000 non armés restent dans leur caserne (aux Invalides) |

Nota : 
- Pour les batteries d'artillerie, le chiffre entre parenthèses correspond au calibre de l'artillerie, reflétant l'importance de la batterie.
- Les positions indiquées sont celles qui sont prévues par le plan de bataille. Plusieurs unités ne prendront leurs positions qu’un peu après le début de la bataille.

 Total de l'armée française : 18 000 fantassins et 5 500 cavaliers. Les garnisons comptent 2 000 hommes (gardes nationaux et troupes de lignes). La garnison de Paris ne compte que pour 8 000 hommes. Total effectif participant à la défense de Paris : 28 000 hommes, 5 500 cavaliers et 129 pièces d’artillerie de position et environ 30 pièces de campagne.

### Armée coalisée
Armée coalisée commandée par le Feldmarschall Karl Philipp de Schwarzenberg, Généralissime des armées alliées.
| Commandant                                   | Groupe                             | Corps d'armée                                                    | Division                                                         | Chef de division                        | Nombre |
| -------------------------------------------- | ---------------------------------- | ---------------------------------------------------------------- | ---------------------------------------------------------------- | --------------------------------------- | ------ |
| Maréchal Blücher (Général Wintzingerode)     | Extrême droite : Général Langeron  | 8e corps russe d'infanterie : G. Roudzevitch                     | 11e division russe                                               | G. Kornilov                             | 3 500  |
| Maréchal Blücher (Général Wintzingerode)     | Extrême droite : Général Langeron  | 8e corps russe d'infanterie : G. Roudzevitch                     | 17e division russe                                               | G. Pillar                               | 3 500  |
| Maréchal Blücher (Général Wintzingerode)     | Extrême droite : Général Langeron  | 10e corps russe d'infanterie : G. Kaptsevitch                    | 8e division russe                                                | G. Ouroussov                            | 3 500  |
| Maréchal Blücher (Général Wintzingerode)     | Extrême droite : Général Langeron  | 10e corps russe d'infanterie : G. Kaptsevitch                    | 22e division russe                                               | G. Tourtchaninov                        | 3 500  |
| Maréchal Blücher (Général Wintzingerode)     | Extrême droite : Général Langeron  | Corps de cavalerie russe : G. Korff                              | Cavalerie russe                                                  | G. Borozdine                            | 1 200  |
| Maréchal Blücher (Général Wintzingerode)     | Extrême droite : Général Langeron  | Corps de cavalerie russe : G. Korff                              | Cavalerie russe                                                  | G. Emmanuel                             | 600    |
| Maréchal Blücher (Général Wintzingerode)     | Extrême droite : Général Langeron  | Corps de cavalerie russe : G. Korff                              | Cavalerie russe                                                  | G. Pantchoulidzev                       | 1 200  |
| Maréchal Blücher (Général Wintzingerode)     | Extrême droite : Général Langeron  | Corps de cavalerie russe : G. Korff                              | Cavalerie russe                                                  | G. Pahlen I                             | 1 200  |
| Maréchal Blücher (Général Wintzingerode)     | Centre droit : Général York        | 1er corps prussien : G. York                                     | Cosaques russes                                                  | G. Chtcherbatov                         | 800    |
| Maréchal Blücher (Général Wintzingerode)     | Centre droit : Général York        | 1er corps prussien : G. York                                     | 8e division prussienne                                           | Prince Guillaume                        | 4 200  |
| Maréchal Blücher (Général Wintzingerode)     | Centre droit : Général York        | 1er corps prussien : G. York                                     | 7e division prussienne                                           | G. Horn                                 | 2 000  |
| Maréchal Blücher (Général Wintzingerode)     | Centre droit : Général York        | 1er corps prussien : G. York                                     | Cavalerie prussienne                                             | G. Jurgass                              | 3 100  |
| Maréchal Blücher (Général Wintzingerode)     | Centre droit : Général York        | 2e corps prussien : G. Kleist                                    | 9e division prussienne                                           | G. Klux                                 | 4 100  |
| Maréchal Blücher (Général Wintzingerode)     | Centre droit : Général York        | 2e corps prussien : G. Kleist                                    | 10e division prussienne                                          | G. Pirch I                              | 3 600  |
| Maréchal Blücher (Général Wintzingerode)     | Centre droit : Général York        | 2e corps prussien : G. Kleist                                    | 11e division prussienne                                          | G. Ziethen                              | 3 600  |
| Maréchal Blücher (Général Wintzingerode)     | Centre droit : Général York        | 2e corps prussien : G. Kleist                                    | Cavalerie prussienne                                             | G. Roeder                               | 3 700  |
| Maréchal Blücher (Général Wintzingerode)     | Réserve Droite : Général Vorontsov | 12e corps Russe : G. Vorontsov                                   | 21e division russe                                               | G. Laptiev                              | 5 600  |
| Maréchal Blücher (Général Wintzingerode)     | Réserve Droite : Général Vorontsov | 12e corps Russe : G. Vorontsov                                   | 24e division russe                                               | G. Zvarykine                            | 2 800  |
| Maréchal Blücher (Général Wintzingerode)     | Réserve Droite : Général Vorontsov | 12e corps Russe : G. Vorontsov                                   | 14e division russe                                               | G. Harpe                                | 3 500  |
| Maréchal Blücher (Général Wintzingerode)     | Réserve Droite : Général Vorontsov | 12e corps Russe : G. Vorontsov                                   | 15e division russe                                               | G. Krassovski                           | 2 800  |
| Grandes Réserves du Général Barclay de Tolly | Centre                             | 6e corps russe : G. Raïevski                                     | Cavalerie russe du G. Pahlen                                     | G. Rüdinger                             | 900    |
| Grandes Réserves du Général Barclay de Tolly | Centre                             | 6e corps russe : G. Raïevski                                     | Cavalerie russe du G. Pahlen                                     | G. Lissanevitch                         | 300    |
| Grandes Réserves du Général Barclay de Tolly | Centre                             | 6e corps russe : G. Raïevski                                     | Cavalerie russe du G. Pahlen                                     | Cosaques                                | 1 800  |
| Grandes Réserves du Général Barclay de Tolly | Centre                             | 1er et 2e corps d'infanterie russe : Prince Eugène de Wurtemberg | 5e division russe                                                | G. Mezentsev                            | 4 500  |
| Grandes Réserves du Général Barclay de Tolly | Centre                             | 1er et 2e corps d'infanterie russe : Prince Eugène de Wurtemberg | 14e division russe                                               | G. Heilfreich                           | 3 200  |
| Grandes Réserves du Général Barclay de Tolly | Centre                             | 1er et 2e corps d'infanterie russe : Prince Eugène de Wurtemberg | 3e division russe                                                | G. Chakhovskoï                          | 3 600  |
| Grandes Réserves du Général Barclay de Tolly | Centre                             | 1er et 2e corps d'infanterie russe : Prince Eugène de Wurtemberg | 4e division russe                                                | G. Visznitzki                           | 3 600  |
| Grandes Réserves du Général Barclay de Tolly | Réserve du centre                  | Réserve impériale russe : G. Miloradovitch                       | 5e corps de la Garde Impériale russe : G. Iermolov               | G. Rosen                                | 6 200  |
| Grandes Réserves du Général Barclay de Tolly | Réserve du centre                  | Réserve impériale russe : G. Miloradovitch                       | 5e corps de la Garde Impériale russe : G. Iermolov               | Garde Royale prussienne                 | 3 800  |
| Grandes Réserves du Général Barclay de Tolly | Réserve du centre                  | Réserve impériale russe : G. Miloradovitch                       | 5e corps de la Garde Impériale russe : G. Iermolov               | G. Udom                                 | 4 800  |
| Grandes Réserves du Général Barclay de Tolly | Réserve du centre                  | Réserve impériale russe : G. Miloradovitch                       | 3e corps des grenadiers de la Garde impériale russe : G. Lambert | G. Tchoglokov                           | 3 000  |
| Grandes Réserves du Général Barclay de Tolly | Réserve du centre                  | Réserve impériale russe : G. Miloradovitch                       | 3e corps des grenadiers de la Garde impériale russe : G. Lambert | G. Pasiekiewicz                         | 3 000  |
| Grandes Réserves du Général Barclay de Tolly | Réserve du centre                  | Réserve impériale russe : G. Miloradovitch                       | Cavalerie de la Garde Impériale russe : Prince Galitzine V       | 1er cuirassiers Depreradovitch          | 3 000  |
| Grandes Réserves du Général Barclay de Tolly | Réserve du centre                  | Réserve impériale russe : G. Miloradovitch                       | Cavalerie de la Garde Impériale russe : Prince Galitzine V       | Cavalerie de la Garde royale prussienne | 500    |
| Grandes Réserves du Général Barclay de Tolly | Réserve du centre                  | Réserve impériale russe : G. Miloradovitch                       | Cavalerie de la Garde Impériale russe : Prince Galitzine V       | 2e cuirassiers : G. Kretov              | 1 000  |
| Grandes Réserves du Général Barclay de Tolly | Réserve du centre                  | Réserve impériale russe : G. Miloradovitch                       | Cavalerie de la Garde Impériale russe : Prince Galitzine V       | 3e cuirassiers : G. Douka               | 1 000  |
| Grandes Réserves du Général Barclay de Tolly | Réserve du centre                  | Réserve impériale russe : G. Miloradovitch                       | Cavalerie de la Garde Impériale russe : Prince Galitzine V       | Cavalerie légère : G. Chevitch          | 1 500  |
| Prince Royal de Wurtemberg                   | Centre Gauche                      | 3e corps autrichien : G. Gyulay                                  |                                                                  | Comte Creneville                        | 3 500  |
| Prince Royal de Wurtemberg                   | Centre Gauche                      | 3e corps autrichien : G. Gyulay                                  |                                                                  | G. von Weiss                            | 3 500  |
| Prince Royal de Wurtemberg                   | Centre Gauche                      | 3e corps autrichien : G. Gyulay                                  |                                                                  | Comte Fresnel                           | 5 000  |
| Prince Royal de Wurtemberg                   | Extrême Gauche                     | 4e corps du Prince Royal de Wurtemberg                           | Avant-garde du Prince Adam de Wurtemberg                         | G. Stockmayer                           | 2 000  |
| Prince Royal de Wurtemberg                   | Extrême Gauche                     | 4e corps du Prince Royal de Wurtemberg                           | Avant-garde du Prince Adam de Wurtemberg                         | G. von Walsleben                        | 1 000  |
| Prince Royal de Wurtemberg                   | Extrême Gauche                     | 4e corps du Prince Royal de Wurtemberg                           | Avant-garde du Prince Adam de Wurtemberg                         | G. Jett                                 | 2 000  |
| Prince Royal de Wurtemberg                   | Extrême Gauche                     | 4e corps du Prince Royal de Wurtemberg                           | Comte de Franquemont                                             | 1re division Bavaroise : G. Koch        | 3 500  |
| Prince Royal de Wurtemberg                   | Extrême Gauche                     | 4e corps du Prince Royal de Wurtemberg                           | Comte de Franquemont                                             | 2e division bavaroise : G. Döring       | 3 500  |
| Prince Royal de Wurtemberg                   | Extrême Gauche                     | 4e corps du Prince Royal de Wurtemberg                           | Comte de Nostitz                                                 | Grenadiers autrichiens de Trenk         | 2 000  |
| Prince Royal de Wurtemberg                   | Extrême Gauche                     | 4e corps du Prince Royal de Wurtemberg                           | Comte de Nostitz                                                 | Cuirassiers autrichiens de Desfour      | 1 000  |
| Prince Royal de Wurtemberg                   | Réserve Gauche                     | Réserve autrichienne : P. de Hesse-Homburg                       | Grenadiers autrichiens                                           | G. Weissenwolf                          | 2 500  |
| Prince Royal de Wurtemberg                   | Réserve Gauche                     | Réserve autrichienne : P. de Hesse-Homburg                       | Grenadiers autrichiens                                           | G. Trautengerg                          | 2 500  |

Total de l'armée coalisée : 103 700 hommes et 27 000 cavaliers dont 63 200 hommes et 20 000 cavaliers en première ligne et 40 500 hommes et 7 000 cavaliers en réserve. À noter que l'extrême droite du général Langeron participera très peu à la bataille en raison du retard dans l'arrivée des ordres de marche.